# 雀兒喜·岡薩雷斯
雀兒喜·岡薩雷斯（英語：Chelsea Gonzales，1995年6月16日—）是一名出生於美國加利福尼亞州的壘球選手，司職二壘手。她目前擔任南山社區學院壘球隊助理教練。

## 外部連結
- 雀兒喜·岡薩雷斯的X（前Twitter）
- 雀兒喜·岡薩雷斯的Instagram帳戶